# Lika-Korbava vármegye
Lika-Korbava vármegye (horvátul: Lika-Krbava, Ličko-krbavska županija, németül: Komitat Lika-Krbava, olaszul: Licca-Corbavia, szlovákul: Lika-Krbava, Licko-krbavská župa) közigazgatási egység volt a Magyar Királyságban, azon belül Horvát-Szlavónország vármegyéje 1886-1918 között. Területe jelenleg jobbára Horvátország területéhez tartozik, Zavalje és környéke pedig 1931-től a mai Bosznia-Hercegovina része.

## Földrajz
A vármegye területének legnagyobb része hegység, amelynek közepén kisebb medencék találhatóak. Északról 
Modrus-Fiume vármegye, keletről Bosznia tartomány, délről Dalmácia tartomány, nyugatról pedig az Adriai-tenger határolta.
(lásd:Lika)

## Történelme
A vármegye területe a 12. századtól tartozott a Magyar Királyság területéhez, a Horvát Bánság részeként. A 16. század elejétől területe török uralom alatt áll, a Boszniai Vilajet része, 1699-től a Karlócai békével a Katonai határőrvidék része a terület, 1791-es Habsburg-Török Háború során újabb területtel gyarapodik itt a Károlyvárosi határőrvidék, 1886-ban alakul meg a vármegye a Határőrvidék felszámolásával, polgárosításával Horvát-Szlavónországon belül. 1918-1922 között a Szerb–Horvát–Szlovén Királyság része a megye, korábbi közigazgatási keretein belül adoptálódik. 1924-től a közigazgatást átszervezik és a megye a délszláv államon belül is megszűnik. A közigazgatási reformok, átszervezések során 1931-től Zavalje és környéke a szomszédos Orbászi Bánsághoz kerül, ma is Bosznia részeként. A második világháború alatt területe a Független Horvát Államhoz tartozott. Majd 1945-től a Horvát tagköztársaság része, ismét Jugoszlávián belül.
1991 óta a független Horvátországhoz tartozik a volt megye területének nagyobb része, az említett kisebb területek a szomszédos Boszniához.

## Lakosság
A vármegye összlakossága 1910-ben 204 710 személy volt, ebből:
- 104 036 szerb (50,82%)
- 100 346 horvát (49%)
- 328 magyar (0,16%)

## Közigazgatás
A vármegye 1917-ben kilenc járásra volt felosztva:
- Alsólapaci járás, székhelye Alsólapac (horvátul: Donji Lapac)
- Brinyei járás, székhelye Brinye (horvátul: Brinje)
- Goszpicsi járás, székhelye Goszpics (horvátul: Gospić)
- Gracsáci járás, székhelye Gracsác (horvátul: Gračac)
- Korenicai járás, székhelye Korenica
- Otocsáni járás, székhelye Otocsán (horvátul: Otočac)
- Perusicsi járás, székhelye Perusics (horvátul: Perušić)
- Udbinai járás, székhelye Udbina
- Zenggi járás, székhelye Zengg, rendezett tanácsú város (horvátul: Senj)